# Hoàng Trọng
Hoàng Trọng (1922 – 1998) là một nhạc sĩ nhạc tiền chiến Việt Nam. Ông được biết đến qua một số ca khúc như, "Cánh hoa yêu", "Ngàn thu áo tím" và "Tiễn bước sang ngang". Ông còn được xem là "Vua Tango" của nền âm nhạc Việt Nam.

## Tiểu sử

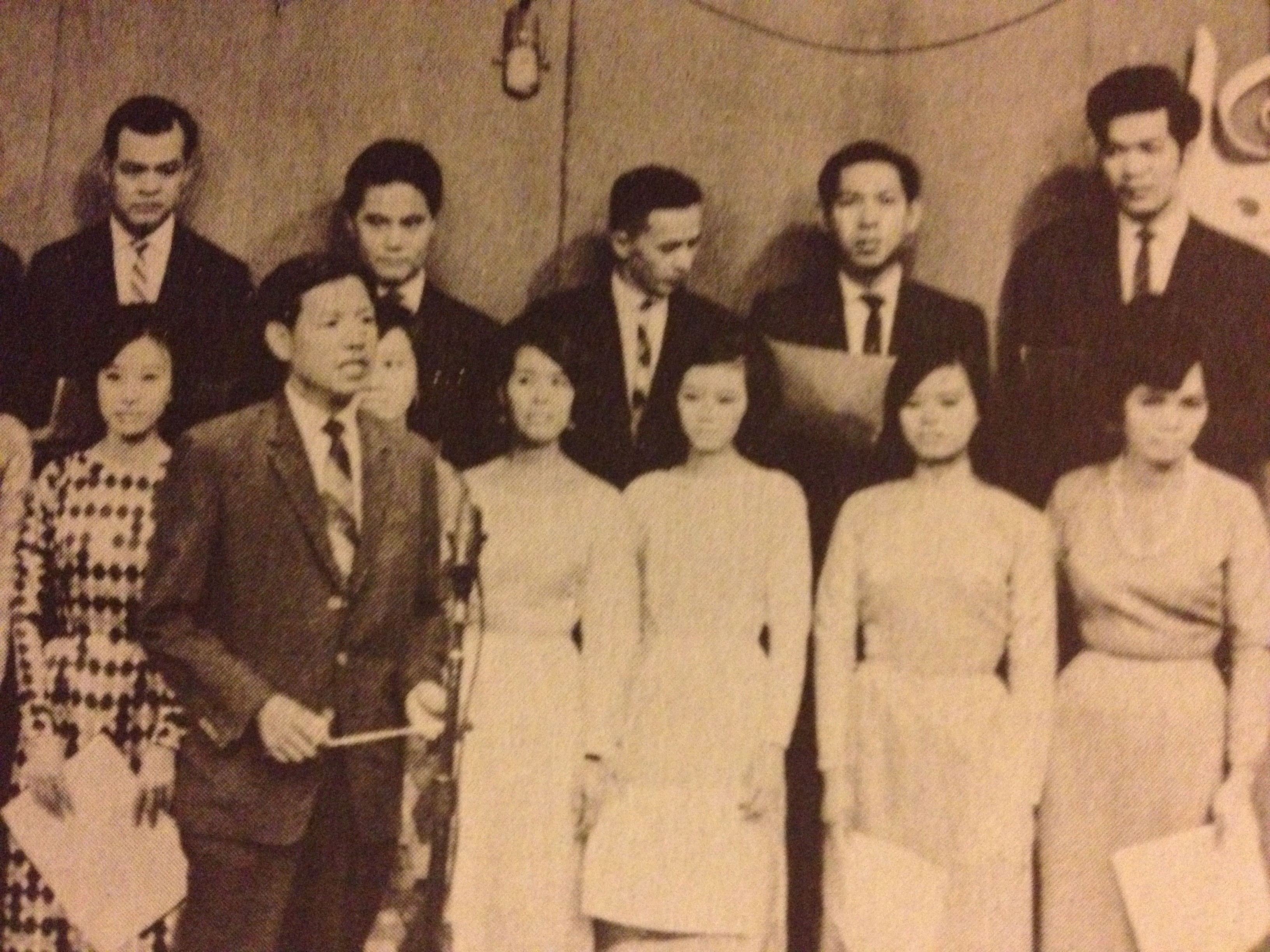
Hoàng Trọng và ban Tiếng Tơ Đồng trong buổi phát hình trên THVN năm 1968

Hoàng Trọng tên thật là Hoàng Trung Trọng, sinh năm 1922 tại Hải Dương. Đến năm 1927, cả gia đình ông chuyển về sinh sống tại Nam Định.
Năm 1933, ông bắt đầu học nhạc qua người anh của ông là Hoàng Trung Quý. Đến năm 1937, ông học nhạc tại trường dòng Saint Thomas Nam Định. Đến năm 1941, ông bắt đầu học nghiên cứu hàm thụ âm nhạc tại một trường âm nhạc tại Paris.
Khi ông lên 15 tuổi, ông cùng các anh em trong gia đình và một số nhạc sĩ như Đan Thọ, Bùi Công Kỳ, Tạ Phước, Đặng Thế Phong thành lập một ban nhạc. Mãi sau này, đến năm 1945, ông mới lấy tên ban nhạc là Thiên Thai, dựa theo tên phòng trà mà ông mở tại Nam Định. Năm 1946, do chiến tranh, ông di tản từ Nam Định qua Nho Quan, Phát Diệm và đến năm 1947, ông đã định cư tại Hà Nội.
Năm 1950, ông gia nhập quân đội và làm trưởng ban Quân nhạc Bảo Chính Đoàn trình diễn tại vườn hoa cạnh bưu điện Hà Nội.
Năm 1954, ông cùng ba người con, bao gồm Hoàng Nhạc Đô, Hoàng Bạch La và Hoàng Cung Fa di cư vào Nam. Khi mới vào Sài Gòn, ông sống tại khu vực đường Phan Văn Trị tại Chợ Lớn và có mở một lớp dạy nhạc tại đây. Thời điểm này, ông có phụ trách cho một số ban nhạc trên Đài Phát thanh Sài Gòn. Đến năm 1967, ông phụ trách cho ban hợp xướng Tiếng Tơ Đồng. Ban nhạc của ông gồm một số ca sĩ thời điểm đó, như Thanh Sơn, Lệ Thanh, Mai Hương,...và hợp tác với ba ca sĩ Mộc Lan, Châu Hà, Kim Tước để thành lập ban tam ca Kim Mộc Châu.
Sau năm 1975, ông chỉ sáng tác thánh ca và một số bài hát lưu hành trong gia đình. Năm 1992, ông sang Hoa Kỳ định cư và qua đời ngày 16 tháng 7 năm 1998.
Ông kết hôn với một người ở Nam Định và có ba người con. Ba người con của ông đều được đặt tên theo nốt nhạc, trong đó có Hoàng Nhạc Đô sau này là một nhạc sĩ. Tuy nhiên, do vợ ông nghĩ rằng ông có người khác bên ngoài nên đã chia tay khi con gái ông chỉ ba tháng tuổi. Năm 1978, ông kết hôn với Thu Tâm, là một ca sĩ trong ban "Tiếng Tơ Đồng" của ông.

## Sự nghiệp
Năm 1938, lúc ông 16 tuổi, ông đã viết ca khúc đầu tay là bài hát "Đêm trăng". Ông còn viết thêm một số bài hát khác trong thời điểm đó, như "Tiếng đàn tôi",...Sau đó, ông đã viết rất nhiều bài theo điệu Tango, như bài "Phút chia ly" khi ông đi tản cư, "Buồn nhớ quê hương", "Nhạc sầu tương tư", "Khóc biệt kinh kỳ" khi ông di cư vào Nam năm 1954. Riêng ca khúc Buồn nhớ quê hương đã đoạt giải thưởng sáng tác vào năm 1952.
Hoàng Trọng được xem là "Vua Tango" của nền tân nhạc Việt Nam vì ông đã viết hơn rất nhiều ca khúc theo điệu Tango được công chúng biết đến, như "Lạnh lùng", "Mộng lành", "Tiễn bước sang ngang", "Ngỡ ngàng",... Riêng một phần bài "Tiễn bước sang ngang" đã từng được truyền miệng sang miền Bắc với tên "Giã từ" và để tên tác giả là "Nhạc Liên Xô".
Ông sáng tác hơn 200 bài nhạc, tuy nhiên chỉ có 40 bài do ông tự đặt lời, còn lại là do một số nhạc sĩ hay nhà thơ như Hồ Đình Phương, Hoàng Dương, Vĩnh Phúc,... viết lời.
Ông còn viết nhạc cho một số nhạc phim như Xin nhận nơi này làm quê hương, Giã từ bóng tối, Người tình không chân dung, Sau giờ giới nghiêm, Bão tình,... Riêng nhạc phim mà ông viết cho phim "Triệu phú bất đắc dĩ", ông được giải thưởng Văn học Nghệ thuật của Việt Nam Cộng hòa trong năm 1972 - 1973.
Sau năm 1975, ông chỉ viết một số bài hát Thánh ca và một số bài tình ca, trong đó có bài "Chiều rơi đó em" viết năm 1979. Sau này, khi ông được bảo lãnh sang Hoa Kỳ, ông viết thêm 3 bản nhạc nữa cho đến khi qua đời.

## Tác phẩm

### Hồ Đình Phươngviết lời
- Bạn lòng
- Bắc một nhịp cầu
- Bên bờ đại dương
- Chiều nhớ mẹ
- Đầy bình minh
- Gió mùa xuân tới
- Gửi hương cho gió
- Hai mối tình yêu
- Hương yêu
- Hương mùa thanh bình
- Khúc hát mùa chiêm
- Mộng ban đầu (thơ Hồ Đình Phương)
- Mộng lành
- Mộng đẹp ngày xanh
- Mộng đẹp tình xuân
- Mộng ngày hồi hương
- Mùa lúa mới
- Ngỡ ngàng
- Nguồn mến yêu
- Nhớ thương
- Nhớ về Đà Lạt
- Thuyền chờ
- Tiễn bước sang ngang
- Thôi đừng lưu luyến em ơi
- Trăng lên
- Trăng về
- Tình đầu
- Tình trăng

### Viết riêng
- Bẽ bàng
- Bên sông đưa người
- Bến mơ
- Bơ vơ
- Bóng trăng xưa
- Buồn nhớ quê hương
- Cánh hoa xưa
- Châu Đốc miền quê yêu
- Chiều mưa
- Chiều rơi đó em
- Chiều về thôn xưa
- Chiều vũng tàu
- Dừng bước giang hồ
- Đêm trăng
- Đêm về
- Đường về
- Đường về dĩ vãng
- Gió lạnh chiều đông
- Hai phương trời cách biệt
- Hẹn gió xuân về
- Hoa xuân
- Hồn thanh niên
- Hương đời đẹp tươi
- Khóc biệt kinh kỳ
- Khúc ca màu xanh
- Khúc đàn tâm
- Khúc nhạc xuân
- Khúc tình ca ngày cưới
- Lá rụng
- Mộng cô đơn
- Một người lên xe hoa
- Một nụ cười
- Một thuở yêu đàn
- Mùa hoa thắm
- Nhặt lá vàng
- Nhớ hoài
- Nhớ thương
- Rồi ngày sẽ trôi qua
- Say say say
- Thu qua
- Tiếng đàn tôi
- Tiếng lòng
- Tìm lại hương yêu
- Tìm một ánh sao
- Tình thơ mộng
- Tôi vẫn yêu hoa màu tím
- Trang nhật ký
- Trăng sầu viễn xứ
- Vào mộng
- Vui cảnh xây đời

### Khác
- Bão tình (lời Duy Viêm)
- Cánh hoa yêu (thơ Vĩnh Phúc)
- Chiều tha hương (thơ Quách Đàm)
- Còn gì cho nhau (lời Song Hương)
- Dừng bước giang hồ (lời Quang Khải)
- Hững hờ (lời Châu Kỳ)
- Hình ảnh quê xưa (lời Y Vân)
- Muôn kiếp ngậm ngùi (thơ Mai Trung Tĩnh)
- Lạnh lùng (lời Quách Đàm)
- Ngàn thu áo tím (thơ Vĩnh Phúc)
- Nhạc sầu tương tư (lời Hoàng Dương)
- Nhịp võng ngày xanh (lời Thanh Nam)
- Người tình không chân dung (Anh là ai) (lời Dạ Chung)
- Người đi chưa về (thơ Vĩnh Phúc)
- Phút chia ly (lời Nguyễn Túc)
- Tình thơ mộng (lời Vĩnh Phúc)
- Thương về quê cha (thơ Vĩnh Tâm)
- Thanh bình nhạc khúc (với Đinh Sơn Cầm)
- Trao nhau lời cuối (lời Hoài Linh)
- Vui cảnh mùa hè (lời Hoàng Dương)
- Em còn nhớ không em (Bốn mùa thương nhớ) (lời Thanh Nam)
- Đẹp giấc mơ hoa (lời Thanh Nam)
- Chiều mưa nhớ bắc (lời Thanh Nam)
- Khói chiều (thơ Đinh Sơn Cầm)
- Hương ngọc lan (lời Lan Đình - Song Hương)